# Sasko-franská magistrála

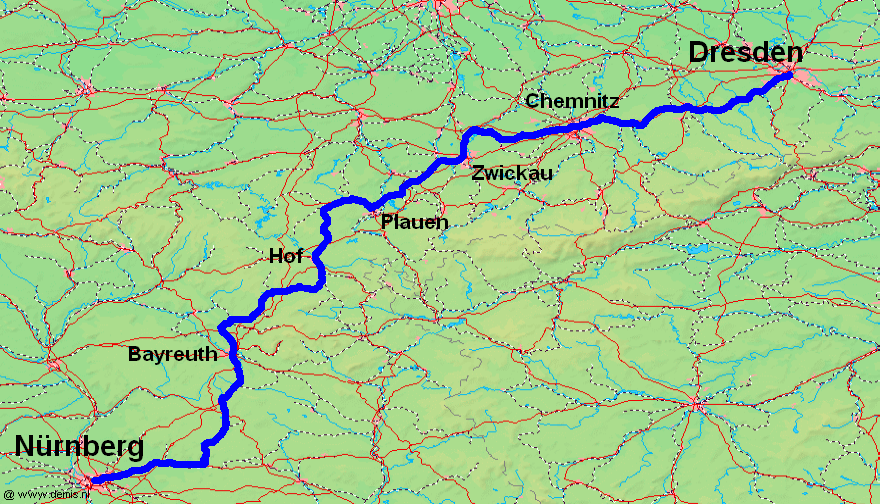
Mapka trati

Sasko-franská magistrála je novodobé označení pro velkou část železniční cesty z Drážďan do Norimberku, která je 390 kilometrů dlouhá a nyní[kdy?] je elektrifikována z Drážďan do Hofu.
Výraz Sasko-franská magistrála se používá od roku 1990 pro přímé spojení Drážďan přes Görlitz až po Karlsruhe a Oberstdorf.[zdroj⁠?!] Výraz nemá žádnou historickou tradici.